# Libnotes bellula
Libnotes bellula är en tvåvingeart som först beskrevs av Alexander 1931.  Libnotes bellula ingår i släktet Libnotes och familjen småharkrankar. Inga underarter finns listade i Catalogue of Life.